# Onthophagus capitatus
Onthophagus capitatus là một loài bọ cánh cứng trong họ Bọ hung (Scarabaeidae).